# شهر متروکه (فیلم ۲۰۰۸)
شهر شبح (انگلیسی: Ghost Town) فیلمی در ژانر کمدی رمانتیک و رمانتیک به کارگردانی دیوید کپ است که در سال ۲۰۰۸ منتشر شد.

## بازیگران
- ریکی جرویس
- گرگ کینر
- تیا لئونی
- بیلی کمپل
- کریستن ویگ
- دانا ایوی
- هری کری
- آصف مندوی
- آلن راک
- بتی گیلپین
- جوئی مازارینو
- برایان تارانتینا